# نکارتسیمرن
نکارتسیمرن (به آلمانی: Neckarzimmern) یک شهر در آلمان است که در نکار-ادنوالد واقع شده‌است. نکارتسیمرن ۱٬۵۱۶ نفر جمعیت دارد.